# Bois sacré
Pour le film de 1939, voir Le Bois sacré.

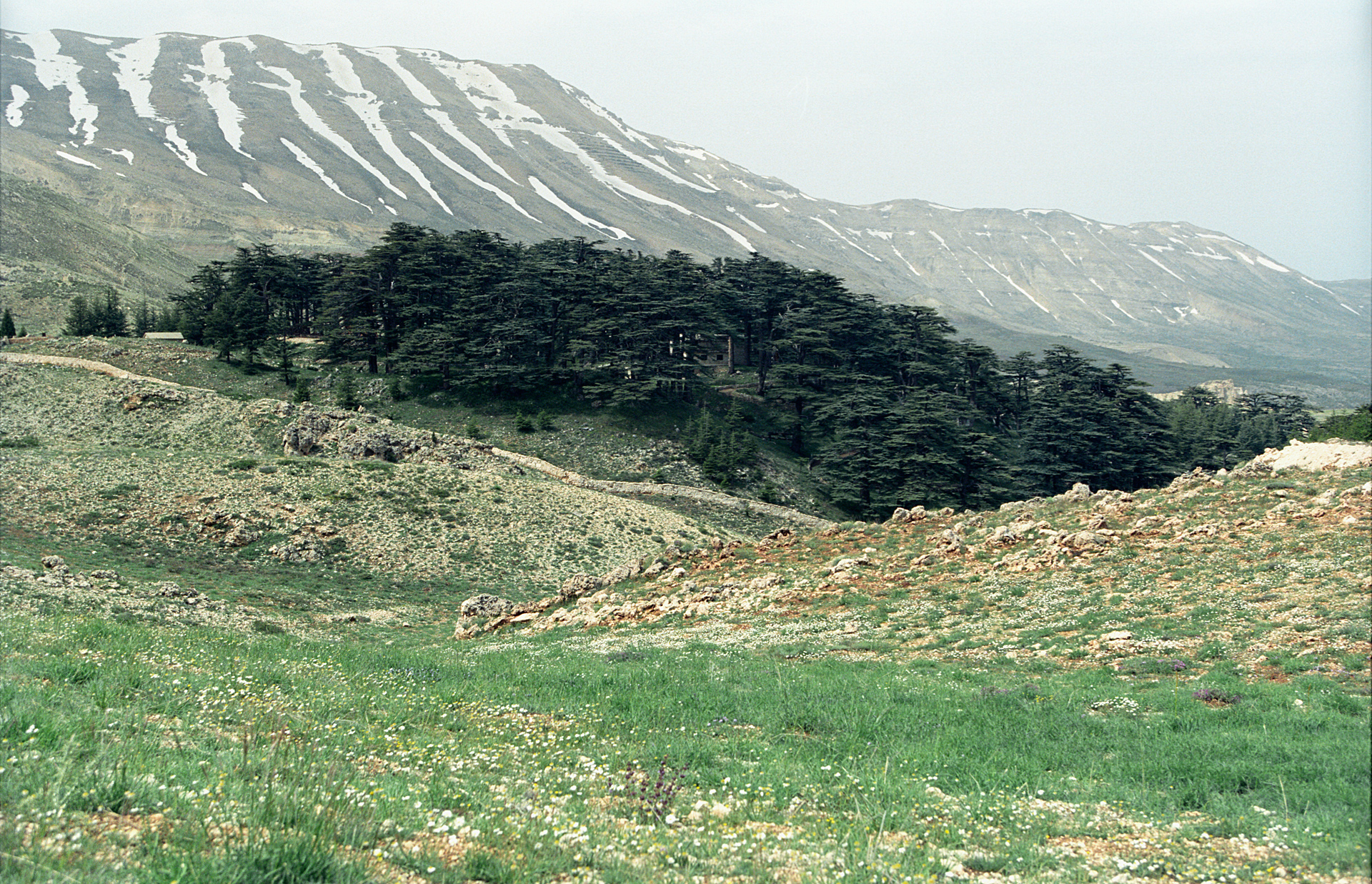
Bois sacré de cèdres du Liban, épargné par la déforestation (nord du Liban).

Un bois sacré ou bosquet sacré (ou sanctuaire boisé) est une  forêt ou un bosquet protégé par les croyances religieuses, les traditions de différents groupes humains. Il en existe de toute taille, allant de bosquets de quelques arbres à des forêts de quelques dizaines d'hectares. Ils sont répartis dans l'ensemble de l'ancien monde, en particulier en Afrique subsaharienne et en Inde, et sont généralement situés à proximité de zones occupées par les populations locales.

Selon Putney (2007 :9), elles sont sacrées en tant que « [...] lieu où la nature, le divin et la mémoire se rencontrent dans une combinaison unique, particulièrement signifiante pour une communauté, une société ou un peuple [...] ».
Ces boisements abritent souvent une biodiversité qui a disparu des zones environnantes. Ils peuvent fournir des services écosystémiques indispensables aux communautés qui vivent à proximité.
Les bois sacrés sont gérés comme des biens communs. Les us et coutumes qui les régissent varient selon la place qu’ils occupent dans la société : on trouve dans ce registre de simples lieux redoutés et évités jusqu’aux forêts sacrées constituées. Les interdits qui s'y appliquent et leurs fonctions varient selon les lieux, et en fonction des cultures, du statut des personnes. Certaines parcelles de forêt sont ainsi préservées de la coupe du bois, de la chasse, l'habitation et/ou de l'agriculture, voire dans certains cas, de toute pénétration par les Hommes. Chez les Yorùbás, c'était aussi un lieu d'isolement lors d'épidémies.

## Histoire

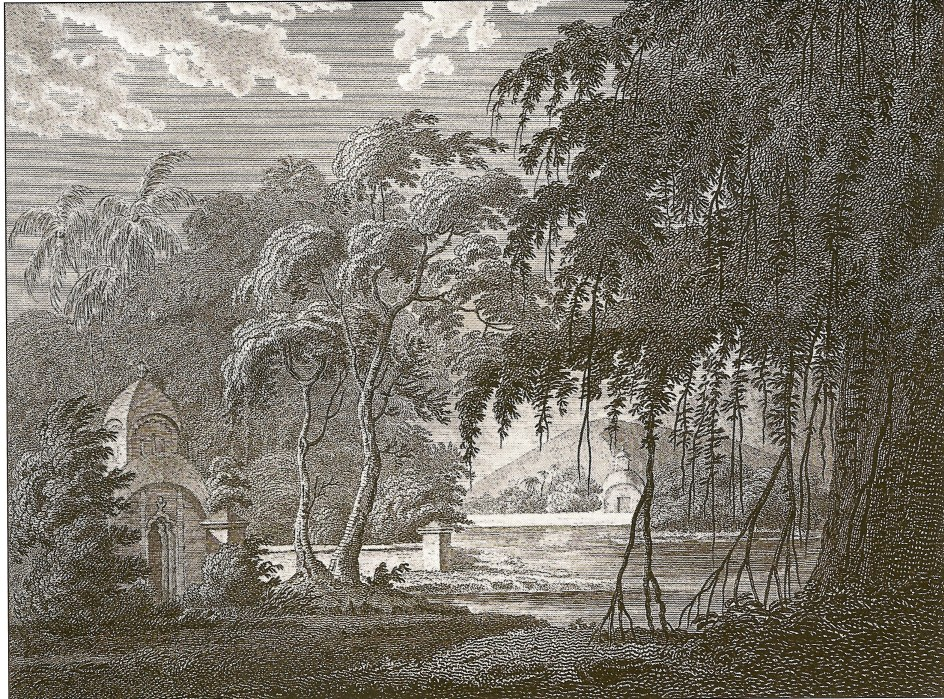
Gravure représentant un petit temple hindou et son "Bois sacré", près de Chandod sur les rives du Nerboudda

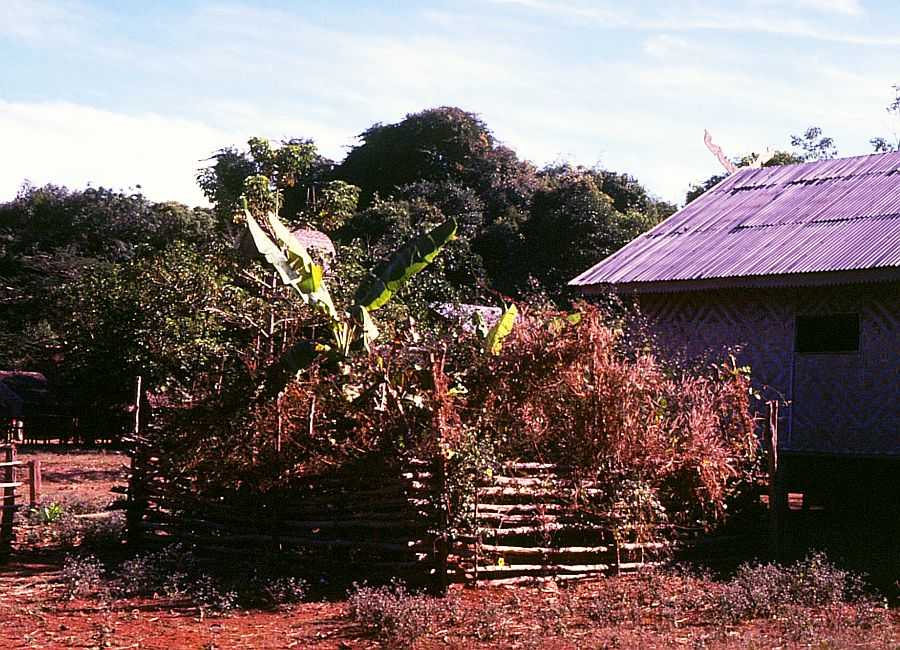
Minuscule bosquet sacré, entouré d'un enclos, protégeant lesprit du bananier (Kreung, Cambodge)

Depuis des temps immémoriaux, des bois ou forêts sacrés ont été le lieu de cérémonies et rites religieux ou d'initiations. Ils sont considérés par les populations qui les protègent comme le lieu ou refuge d'esprits ou de dieux. On pouvait parfois y enterrer les dignitaires, héros et personnalités religieuses[réf. nécessaire].
Pour les chercheurs indiens Madhav Gadgil et V.D. Vartak, les pratiques religieuses liées à des bois et associées à une forme de protection remonteraient jusqu'à l'époque précédent l'invention de l'agriculture. En Inde, il existerait, ainsi, des bois protégés depuis plus de 3 000 ans. Inversement, d'autres sites sont plus récents, par exemple, sur la côte de Coromandel certains bois existent depuis la fin du XVIIIe ou début du XIXe siècle.
En Europe, le bois sacré semble avoir été un élément important du paysage mythologique de la Grèce antique et de la Rome antique, de même que dans les pratiques des cultes celtiques, germaniques, nordiques et slaves. Dans la Pharsale, le poète romain Lucain donne la description d'un bois sacré, situé près de Marseille, et que Jules César fera abattre en -49 ; ce bois était peut-être situé dans le vallon des Aygalades.
Les forêts sacrées et bois sacrés continuent à jouer un rôle très important en Afrique même si ces sanctuaires boisés et les pratiques religieuses qui leur sont associées, souvent liés à des croyances polythéistes, régressent à cause de la concurrence de l'islam et du christianisme. Ils abritent de nombreux témoignages archéologiques, dont par exemple des mégalithes dans le Grassland, au Cameroun, du pays bamiléké au plateau de Bamenda.
Chez les Yorùbás, dans l'urbanisme ancestral ces bois sacrés servaient aussi de lieu de quarantaine ou d'isolement durant les flambées épidémiques…
Au Japon, l'écologiste Akira Miyawaki a utilisé des bois présents dans des temples comme source de variété anciennes et de diversité génétique d'arbres, dans le cadre de la restauration de forêt.

## Éléments de définition
Ce sont des lieux, ayant comme point commun d’être « soustraits, pour des raisons rituelles, à certaines au moins des activités » ; Pour Houngnihin (2005), elles sont chacune définies par les perceptions des communautés locales ; on leur attribue aujourd’hui, outre leurs fonctions traditionnelles religieuses, animistes et socioculturelles (cimetière, lieux d'initiation, de sacrifice, de bénédiction et de malédiction, domaine des esprit, génies et divinités), des fonctions écologiques (protection et gestion de ressources naturelles pas, peu, difficilement, lentement ou coûteusement renouvelables : eau, sol (contre l'érosion), habitats et lieux de reproduction ou refuges d'animaux, réserve de chasse), et économiques (récolte de bois morts, de plantes médicinales ou alimentaires). Une forêt sacrée est généralement très liée à l'histoire des communautés locales, et elle porte assez fréquemment le nom du village auquel elle est liée (elle a pu être un refuge pour la population, le lieu d'inhumation de son fondateur, un lieu de chasse, de rites, etc.).

### Sacralité
Les bois sacrés participent de systèmes religieux plus larges, et les interdits qui s'y appliquent font partie d'un ensemble de pratiques liés à différents lieux ou objets sacrés.
Ainsi pour leurs usagers, la conservation de la nature n'est pas la préoccupation première pour la sacralisation de l'espace. Pour les chercheurs Stephan Dugast ou Danouta Liberski-Bagnoud, Anne Fournier et Saibou Nignan, une partie de la communauté scientifique fait preuve d'ethnocentrisme « en considérant la sacralisation des lieux naturels comme une forme de protection du milieu dont les sociétés non industrielles se seraient dotées d'elles-mêmes ».
Leur nature sacrée peut avoir différentes origines : les forêts sacrées peuvent être un lieu de résidence de divinités, d'esprits, de génies ; un lieu tabou ou accueillant certaines cérémonies et rituels divers, un cimetière ou le jardin d'un monastère ou d'un temple.
Dans certains cas, une plante médicinale sera considérée comme sans vertus thérapeutiques si elle ne provient pas d'une forêt sacrée.
Au Bénin, le bois sacré a des vertus purificatrices (dont pour les femmes ayant commis l’adultère par exemple) ; et si un(e) veuf (ve) souhaite réintégrer son environnement social et circuler librement, il/elle doit rituellement tourner sept ou neuf fois (selon le sexe) autour de la forêt sacrée de sa localité, tout (e) vêtu(e) de noir

### Interdits
Une majorité des bois sacrés est associée à des interdits, pour lesquels des dérogations existent parfois :
- ainsi, dans certaines régions du Bénin, les funérailles se déroulent toujours le Samedi et dimanche car l'abattage des bêtes de sacrifice en semaine est proscrit, mais si quelqu’un décède foudroyé, il doit être inhumé en urgence (dans les heures qui suivent) dans la forêt sacrée la plus proche ;

L'accès aux ressources de la forêt sacrée est interdit ou soumis à des conditions plus ou moins strictes, ces dernières ne pouvant alors être ponctionnées que sur demande et après autorisation, ou à des périodes spécifiques autorisées par le chef sacré.
- Autre exemple de dérogation, au Bénin où dans certains bois sacrés, les prélèvements sont interdits sauf pour les veuves qui « faute de soutien après la mort de leur mari, sont autorisées à ramasser du bois mort aux alentours des forêts sacrées »[4].

## Aspects floristiques, faunistiques et écologiques
En Afrique de l'Ouest, dans des régions parfois densément ou depuis longtemps aménagées et exploitées par l'Homme, ils ont contribué à conserver des échantillons de biodiversité forestière particulièrement intéressante en tant qu'« îlots forestiers » relativement épargnés par la surexploitation voire de toute exploitation (hormis parfois du bois-mort, avec alors une raréfaction des espèces saproxylophages) en tant que lieux de mémoire et de protection de plantes liturgiques, plantes indicatrices de lieux de culte ou plantes abritant des divinités, ce sont des lieux où les arbres de la forêt primaire ou descendant de la forêt primaire, et leur biodiversité associée (lianes, strate herbacée, faune, fonge, etc.) est souvent restée protégée par des tabous culturels et religieux communautaires.
En Afrique du Nord, les cimetières, parce qu'ils ont été protégés du bétail et des chèvres en particulier, sont souvent des lieux plus verts et boisés que leur environnement.
La petite taille de ces îlots et leur isolement écologique ne permet cependant pas la conservation des espèces qui nécessitent des habitats de grande taille ou qui sont insérés dans un réseau écologique, ni, pris individuellement, d'une diversité génétique très importante. Comme beaucoup de petites réserves naturelles, ils contribuent cependant à protéger une partie du patrimoine naturel, en particulier les plantes et notamment les arbres, et probablement les microorganismes du sol.
Dans l'aire culturelle Bwas de l'Ouest burkinabé, dans le département de Bondoukuy, une étude a porté sur la répartition géographique de ces bois sanctuarisés, de leur distribution de taille, de leur flore et phytosociologie, de leurs capacités régénératives, de leur variabilité en termes de diversité alpha (richesse spécifique), et de diversité gamma. Cette étude a conclu que, dans cette région du monde, les bois sacrés sont représentatifs de la forêt sèche soudanienne à Anogeissus leiocarpa et Diospyros mespiliformis, et que ces bois sacrés jouent un rôle de conservatoire d’espèces vulnérables au feu. Mais les auteurs notent que, situés près de zones habitées, ces bois sont néanmoins sujets à l’invasion par le Neem (Azadirachta indica), qui concurrence et appauvrit la flore indigène forestière.

## Menaces et disparitions constatées à l'échelle planétaire
Les religions révélées, le christianisme notamment ont cherché à faire reculer le paganisme, et donc les forêts sacrées. À titre d'exemple, durant la christianisation des pays baltes par les envahisseurs allemands aux XIIIe et XIVe siècles, il était courant de construire des églises sur les sites des bosquets sacrés.
Aux XXe et XXIe siècles, la disparition des bois sacrés, comme lieu et/ou en tant qu'éco-socio-systèmes, semble être un phénomène massif et généralisé à l'échelle planétaire, depuis au moins les années 1980. Les causes de ce recul sont variées.
En Inde, par exemple, la conversion à l'hindouisme a conduit à l'abandon de bois sacrés de divinité locales, certains bois ont été convertis en cultures, de café ou de gingembre notamment, dans d'autres encore, les arbres locaux ont été exploités et remplacés par des essences exotiques.
Au Sénégal, les rites et épreuves initiatiques du Bukut accordent moins d'importance qu'autrefois au bois sacré (où les jeunes gens devaient autrefois séjourner plusieurs mois) ; depuis l'arrivée des « religions révélées », ce temps de retrait a été significativement raccourcie. Au Ghana, les bosquets sacrés sont menacés par les feux de broussailles.
En Afrique (comme ailleurs), au Congo par exemple, ils peuvent faire l'objet de récoltes frauduleuses de bois-énergie ou de bois d’œuvre ou être remplacés par des champs.

## Reconnaissance et protection

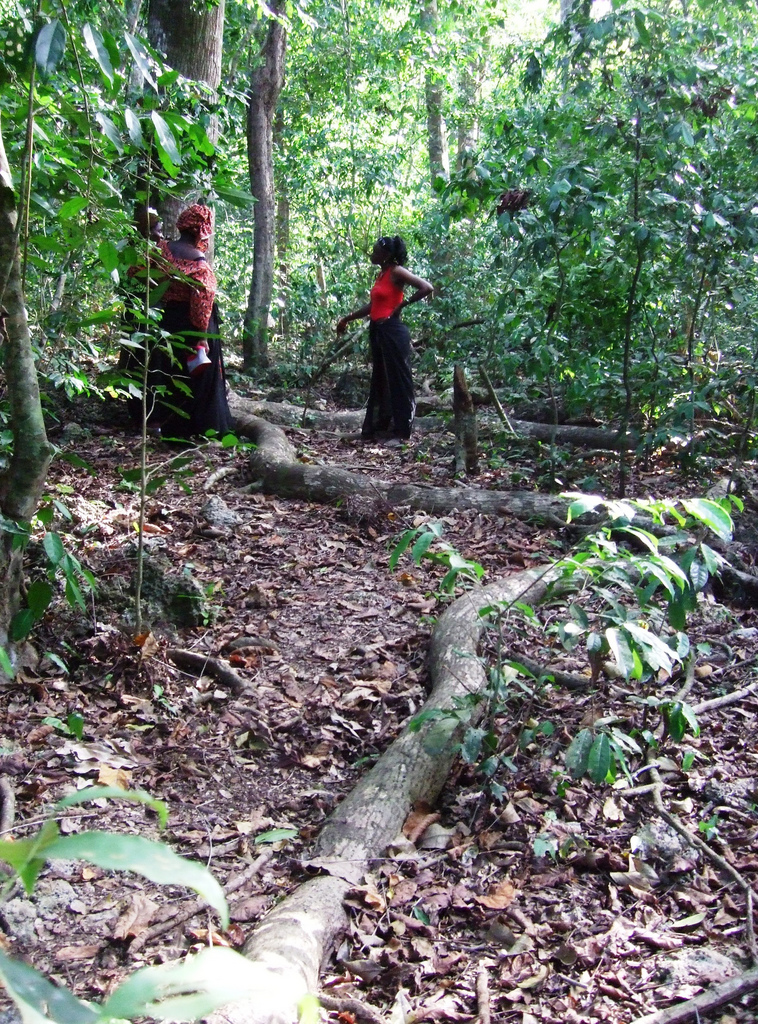
Forêts sacrées de kayas des Mijikenda inscrites au patrimoine de l'Humanité en 2008, au titre du patrimoine culturel

En 2003, à l'occasion notamment du 5e congrès mondial des parcs nationaux, à Durban, et du « XIIe Congrès Forestier Mondial », on plaide pour la protection des bois sacrés (en particulier en Afrique noire) ;  Les sites naturels protégés de fait par les populations locales comme bois sacrés ou autre communs sont reconnus internationalement et désignés sous l'appellation d'aires du patrimoine autochtone et communautaire (APAC), suivent ensuite plusieurs décisions du même congrès qui précisent la notion d'APAC. En 2017, 64 pays avaient reconnu les APAC.
Les APAC font partie des catégories d'aires protégées définies par l'UICN. Certains sites naturels sacrés qui ne remplissent pas les critères pour être considérés comme APAC sont considérés comme « autres mesures de conservation surfacique efficaces » par l'UICN.
Les forêts sacrées sont souvent considérées comme des exemples de savoirs et savoir-faire traditionnels en matière de gestion durable des ressources forestières et comme des lieux particuliers d'expression des rapports Homme/Nature et Société/Nature. Au bénin, au début du XXIe siècle, plusieurs forêts sacrés constituant des « îlots de forêts reliques » ont été classées Ramsar,. Les forêts sacrées y sont les derniers refuges du singe à ventre rouge, une espèce insectivore, et contribuant à disséminer des graines d'arbres, qu'on a cru un temps disparue.
Les États-partis à la Convention sur la diversité biologique, réunis à Nagoya en 2010, sont invités à tenir compte des droits des peuples autochtones dans leurs aires protégées.
Des projets de cartographies collaboratives sont mis en œuvre, par exemple au début des années 2020 en Éthiopie avec les anciens Boreda dans le sud du pays. Ce travail a permis de retrouver et cartographier des restes de murs, de bermes et de tranchées datant d'un siècle ou plus, qui suggèrent une histoire de conflit et d'alignement stratégique de monuments forestiers sacrés et fortifiés, d'époque précoloniale, liée selon la tradition orale Boreda, à leur résistance contre les esclavagistes voisins et contre l'État du nord de l'Éthiopie.

## Dénominations
Les bois ou bosquets sacrés ont par exemple été nommés :
- lucus par les Romains ;
- alsos (αλσος) est le nom grec, qui a donné par exemple Altis, bois sacré d'Olympie ;
- téménos par les Gréco-Romains ;
- horg par les Vikings ;
- nemeton par les Celtes ; nemetes pour les Belges ; Nemetona, déesse gauloise. Arnemetia (proche du bois sacré) déesse bretonne. Rigonemetie (roi du bois sacré) qualificatif d'un Mars gallo-romain ; Nemetes en Alsace ; Nemausus en à Nimes (Gard) nom d'une divinité topique[25].
- kavus par les habitants du Kerala en Inde ;
- sinzang par les Sénoufos en Côte d'Ivoire et au Mali ;
- kouloukan ou kouloukanfing chez les Malinkés en Afrique de l'Ouest
- koulango gbon (ou simplement gbon) chez les Koulango en Afrique de l'Ouest

## Arbres sacrés
Ces bois sacrés peuvent aussi contenir un ou plusieurs arbres sacrés, Arbre à prières ou particulièrement vénérés pour des raisons culturelles, esthétiques et/ou religieuses, plus ou moins anciennes voire immémoriales.

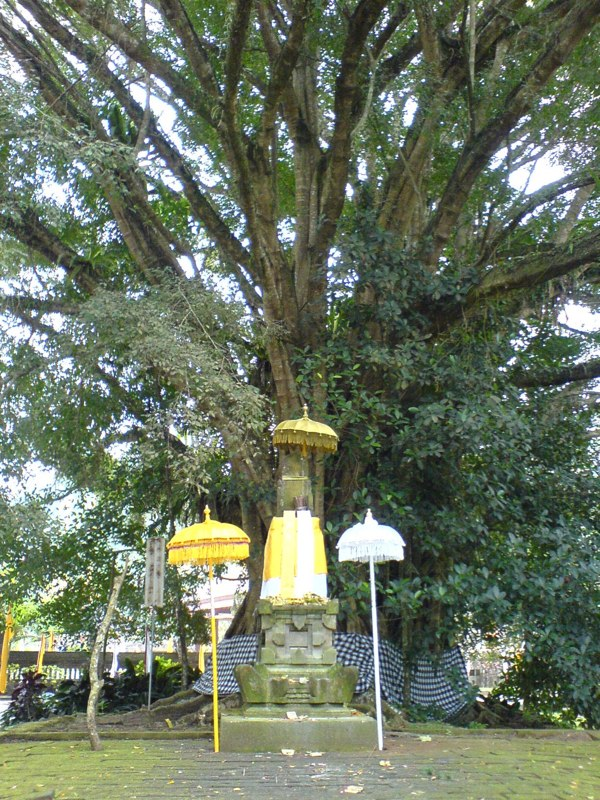
Arbre sacré du temple Tirta Empul (en), (Bali)
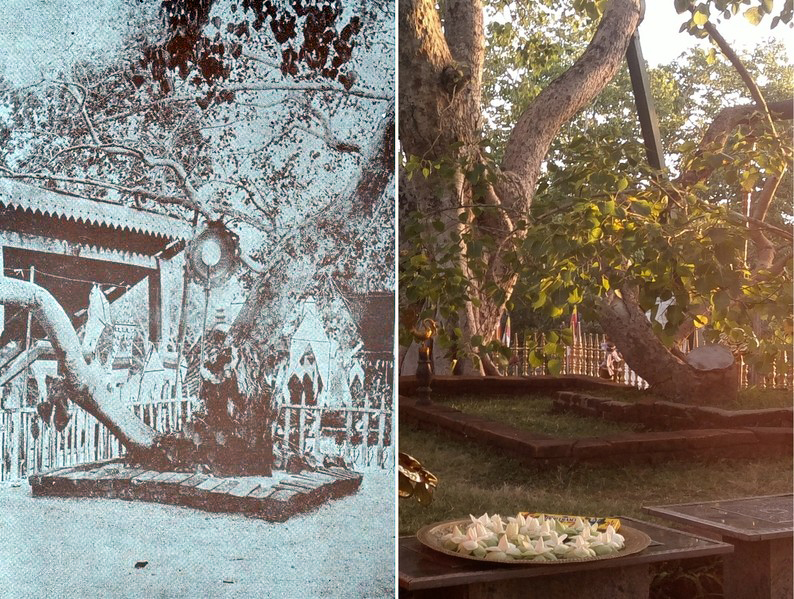
Jaya Sri Maha Bodhi (Sri Lanka), IIIe siècle av. J.-C.
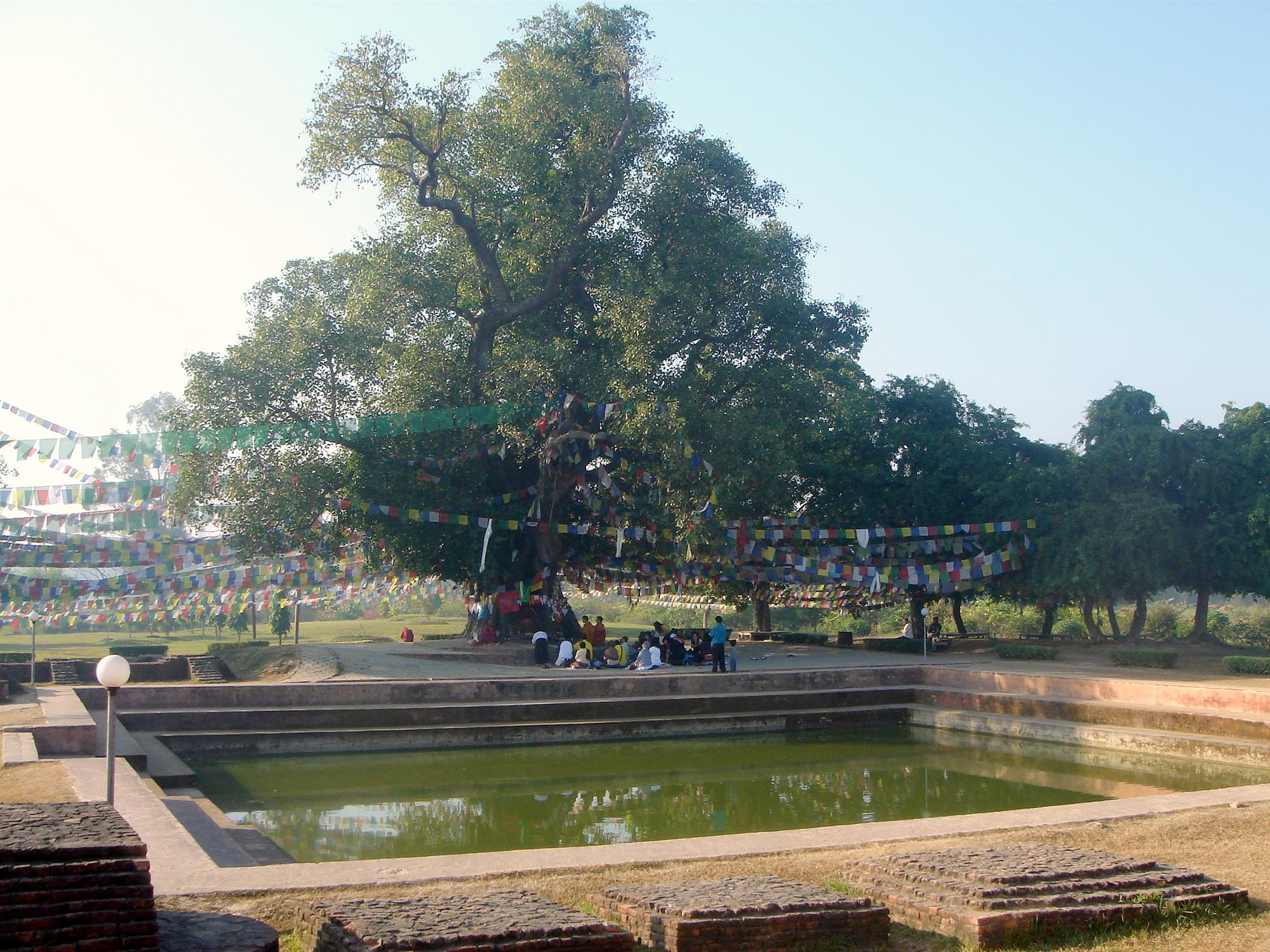
Arbre sacré, Népal. Selon la tradition, l'arbre représente  bouddha et dans l'étang Mayadevi, la mère de Bouddha se serait baignée avant de donner naissance au futur Bouddha
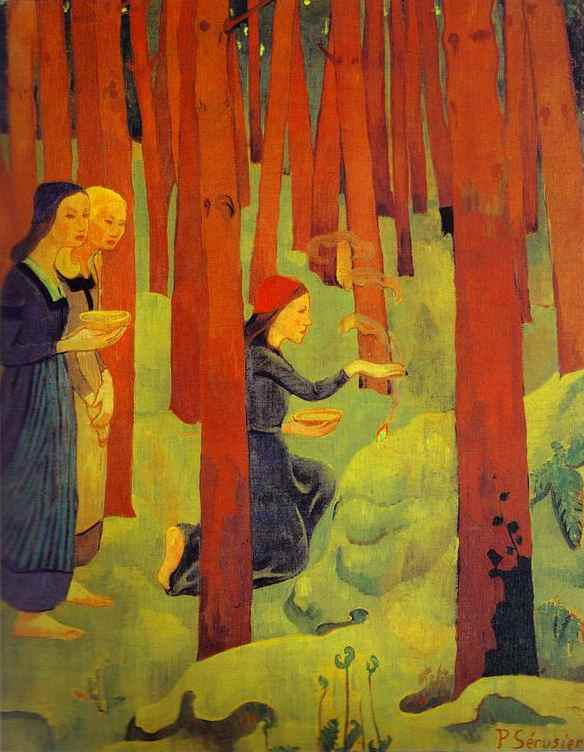
L'Incantation, ou Le Bois sacré, Paul Sérusier, 1914

## Exemples de bois ou forêts sacrés
- Osun-Oshogbo (Nigeria), inscrit en 2005 sur la liste du patrimoine mondial de l'UNESCO.
- Bois sacré de la commune d’Oussouye (Sénégal)[26].
- Forêts sacrées de kayas des Mijikenda au Kenya.
- Bois du Névet (Finistère)[27].
- Altis du sanctuaire d'Olympie (Grèce).
- Forêt de Kleczanów (Pologne).